# Département Borkou Yala
Das Département Borkou Yala ist ein Département im Zentrum des Tschad. Es liegt im östlichen Teil der Provinz Borkou, die Hauptstadt ist Kirdimi. Beim Zensus im Jahr 2009 wurden 24.491 Einwohner gezählt.

## Verwaltungsuntergliederung
Das Département ist in zwei Unterpräfekturen unterteilt:
- Kirdimi
- Yarda